# 三之輪橋停留場
三之輪橋停留場（日语：／ Minowabashi teiryūjo */?）是位於東京都荒川區南千住一丁目，屬於東京都交通局都電荒川線（東京櫻電）的停留場。車站編號是SA 01。本站為荒川線的起點站，並且於1997年入選關東車站百選（第一回）。

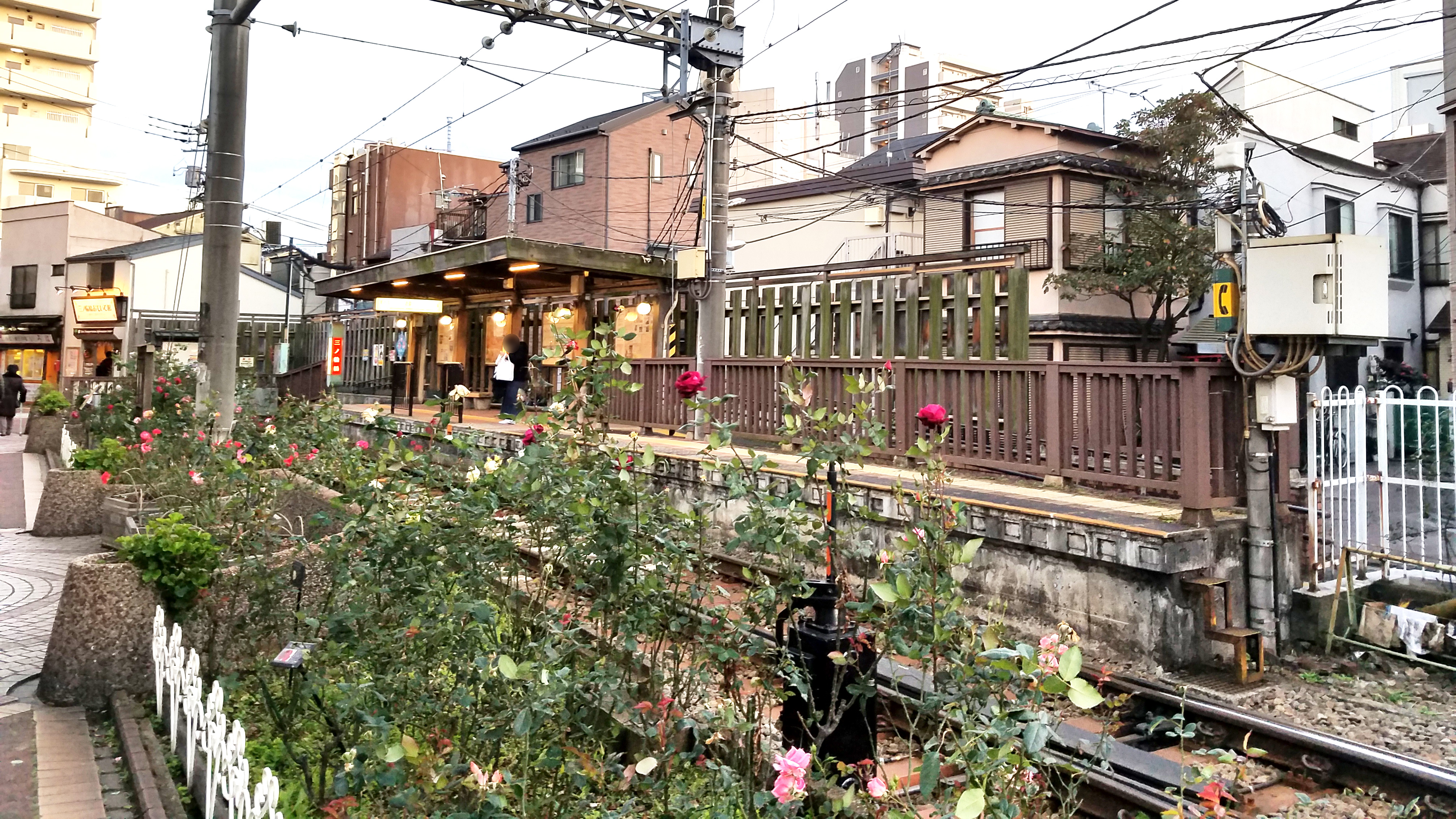
月台（2018年12月）

## 歷史
現在的停留場先於1911年（明治44年）當時的東京鐵道日光街道上設置三之輪橋停留場。王子電氣軌道與東京市（都）電合併後，為免造成不遠距離同時存在兩個都電乘降場，日光街道路線（21・31系統）於1969年（昭和44年）廢除，只餘下現在的停留場。
三之輪橋之名源自於跨越曾流經附近的石神井用水（音無川）與日光街道交叉點的橋樑。
- 1913年（大正2年）4月1日：作為王子電氣軌道停留場開業。
- 1942年（昭和17年）2月1日：東京市收購王子電氣軌道，成為既存的東京市電三之輪橋停留場的一部分。
- 1943年（昭和18年）10月1日：伴隨東京都制的實施，成為都電的停留場。
- 1978年（昭和53年）：伴隨一人控制進行改建工程。在此之前一直都是對向式月台2條軌道構造，改為1條軌道的兩側上下車分離的月台。同時提高月台高度。
- 1997年（平成9年）：獲認定為關東車站百選。認定理由為「春には見事なバラが咲き揃う都内唯一の都電が走る停留場」。
- 2007年（平成19年）5月26日：9000型（日语：東京都交通局9000形電車）開始營業運行，並進行全面翻新為復古風外觀。
- 2018年（平成30年）10月21日：鄰近停留場的都交通局開設案內所「三ノ輪橋おもいで館」[1]。

## 停留場構造
本站的下車月台與上車月台分開。乘客離開下車月台後，列車將移動到上車月台供乘客上車。
| 月台 | 路線                   | 方向 | 目的地                             |
| ---- | ---------------------- | ---- | ---------------------------------- |
| 南側 | 都電荒川線（東京櫻電） | 上行 | 町屋站前、荒川遊園地前、早稻田方向 |
| 北側 | 都電荒川線（東京櫻電） | /    | 下車專用                           |

## 可供轉乘的巴士路線

### 「三之輪橋」停留場（巴士停留場）
- 草43系統：千住車庫行、淺草壽町／足立區役所（平日）行

### 「大關橫丁」停留場
- 里22系統：龜戶站行、日暮里站前行。
- 南千47系統：南千住站東口行、日暮里站前行。
- 草63系統：龍泉經由淺草雷門行、巢鴨站經由池袋站東口行。
- 草64系統：日本堤經由淺草雷門行、王子站經由池袋站東口行。

### 「三之輪站」停留場
- 草43系統：千住車庫行、淺草壽町／足立區役所（平日）行
- 草63系統：龍泉經由淺草雷門行、巢鴨站經由池袋站東口行。

## 相鄰停留場
東京都交通局
 都電荒川線（東京櫻電）
荒川一中前（SA 02）－三之輪橋（SA 01）

## 外部連結
- 三之輪橋停留場（页面存档备份，存于） - 東京都交通局